# Ctenichneumon tappanus
Ctenichneumon tappanus là một loài tò vò trong họ Ichneumonidae.